# Championnat de Corée du Sud de football de deuxième division
Le championnat de Corée du Sud de football D2 (K리그2) est une compétition annuelle de football disputée entre les clubs sud-coréens et également appelée "K League 2" (Korea League 2). La compétition a été créée en 2013.

## Histoire
En 2011, la K League originale a annoncé un plan pour commencer un système de promotion et de relégation entre la K League et un projet de deuxième division.  La K League a ensuite pris des mesures pour créer la nouvelle deuxième division, principalement avec l'ajout d'un système divisé au cours de la saison 2012 de la K-League dans laquelle les clubs du bas sont placés dans une compétition pour la sécurité, le dernier club placé étant relégué au nouvelle deuxième division (à l'origine, deux clubs devaient être relégués mais le retrait du Sangju Sangmu FC signifiait qu'un seul serait relégué).   Au cours de la saison 2013, les 13e et 14e équipes de la K League Classic ont été automatiquement reléguées, tandis que la 12e équipe a joué un match contre le vainqueur du K League Challenge nouvellement formé pour décider de la promotion / relégation. À partir de la saison 2014, seule la 12e équipe de la première division est automatiquement reléguée, la 11e équipe jouant un match aller contre le vainqueur des éliminatoires de la promotion de la K League 2 pour décider de la promotion / relégation. Les éliminatoires de la promotion sont les suivantes : l'équipe classée quatrième joue contre l'équipe classée troisième, puis le vainqueur de ce match joue avec l'équipe classée deuxième. Si le match est à égalité, l'équipe la mieux classée avance.
Le 3 janvier 2013, le nom officiel de la deuxième division a été annoncé comme la K League tandis que la K League originale a été changée en K League Classic avec le nouveau logo. Ce changement de nom a provoqué un certain degré de confusion et de controverse et le 11 mars 2013, le nom officiel a été changé pour K League Challenge.
Le 22 janvier 2018, le nom officiel a été changé pour K League 2.

## Palmarès par saison
| Saison | Champion        | Finaliste            | Meilleur buteur                         |
| ------ | --------------- | -------------------- | --------------------------------------- |
| 2013   | Sangju Sangmu   | Police FC            | Alex / Lee Keun-ho / Lee Sang-Hyup (15) |
| 2014   | Daejeon Citizen | Gwangju FC           | Adriano (27)                            |
| 2015   | Sangju Sangmu   | Suwon FC             | Johnathan (26)                          |
| 2016   | Ansan Mugunghwa | Daegu FC             | Kim Dong-chan (20)                      |
| 2017   | Gyeongnam FC    | Busan IPark          | Marcão (22)                             |
| 2018   | Asan Mugunghwa  | Seongnam FC          | Na Sang-ho (16)                         |
| 2019   | Gwangju FC      | Busan IPark          | Felipe (19)                             |
| 2020   | Jeju United     | Suwon FC             |                                         |
| 2021   | Gimcheon Sangmu | Daejeon Hana Citizen |                                         |
| 2022   | Gwangju FC      | Daejeon Hana Citizen |                                         |
| 2023   | Gimcheon Sangmu | Busan IPark          |                                         |
| 2024   | FC Anyang       | Chungnam Asan        |                                         |